# Fairy (marca)
Fairy é uma marca internacional, utilizada principalmente para detergentes líquidos e detergentes para máquinas de lavar loiça, propriedade da empresa multinacional americana de produtos de consumo Procter & Gamble. A marca teve origem no Reino Unido em 1898 e é atualmente utilizada numa série de produtos da P&G em vários mercados. A marca é comercializada em Portugal desde 1992. Está estreitamente relacionada com a gama de produtos de lavagem de loiça Dawn vendida nos Estados Unidos e com as marcas Dreft, Yes e JAR utilizadas pela P&G em vários mercados europeus e internacionais.

## Mercados
A P&G utiliza a marca Fairy em muitos mercados europeus para produtos de primeira qualidade para lavagem manual e automática de louça e também para uma gama de produtos de lavandaria não biológicos e destinados a peles sensíveis no Reino Unido e na Irlanda. O líquido Fairy está disponível numa variedade de cores, aromas, formatos e desenhos de embalagens que variam ligeiramente em cada mercado. A garrafa branca original com tampa vermelha utilizada no Reino Unido e na Irlanda foi substituída por garrafas PET.
O sabonete em barra Fairy foi originalmente fabricado pela empresa Thomas Hedley Co. de Newcastle upon Tyne, que foi adquirida pela Procter & Gamble em 1927.

### Em Portugal
A Fairy chegou a Portugal em 1992, num formato não habitual para o mercado português naquela altura — numa embalagem de 1 litro e opaca. Foi a sua fórmula concentrada — que dura até duas vezes mais que a marca mais vendida de diluídos, o que garantiu o seu sucesso. A marca foi crescendo no mercado e conquistando o mercado. A 29 de Março de 1998 assinalou-se um importante marco da história do país e da marca, com a inauguração da Ponte Vasco da Gama, celebrada com uma típica almoçarada portuguesa, naquela altura, foi implementada uma estratégia publicitária intitulada «Feijoada Fairy», em que apenas com uma garrafa Fairy, se lavaram mais de 14 mil pratos — exatamente 14 763 — e entrou para o Record Mundial do Guinness. Este viria a tornar-se num dos momentos mais icónicos da marca em Portugal, posicionando Fairy como a marca líder no segmento líquido de loiça no ano seguinte ao evento — título que se mantém hoje.

## 50.º aniversário
Em fevereiro de 2010, a Fairy trouxe de volta a garrafa original de detergente líquido (que foi usada até 2000) para celebrar os 50 anos da marca. Nanette Newman, que apareceu nos anúncios televisivos dos anos 80, regressou para uma nova campanha de promoção do lançamento.

## Marketing da marca
A gama de produtos teve uma divisão entre Fairy à mão e Fairy à máquina devido à popularização das máquinas de lavar loiça.

### Fairy à mão
- Fairy original
- Fairy platinum
- Fairy Ultra
- Fairy espuma activa
- Fairy limpeza e cuidado
- Fairy extra higiene

### Fairy a máquina
- Fairy original
- Fairy platinum
- Fairy platinum gel